# Бушевало Чёрное море
«Бушевало Чёрное море» (азерб. Çırpınırdı Qara dəniz) — песня, написанная в 1918 году азербайджанским композитором Узеиром Гаджибековым на слова поэта Ахмеда Джавада. Песня очень популярна в Турции. В Азербайджане песня особенно популярна в исполнении заслуженной артистки Азербайджана Азерин.

## История песни
Взволнованный участием Османской Турции в Первой мировой войне, азербайджанский поэт Ахмед Джавад написал в декабре 1914 года стихотворение «Бушевало Чёрное море». В 1918 году Узеир Гаджибеков написал на слова поэта музыку. Однако, после 1920 года песня не исполнялась в Азербайджане. Ввиду того, что ноты отсутствовали, — песня была почти забыта. Несмотря на это, песня приобрела популярность в Турции, исполнялась на радио и телевидении, на официальных мероприятиях и банкетах. Отмечается даже, что сам Ататюрк, впервые услышав песню, прослезился.
В 1990 году преподаватель Стамбульского технического университета Сулейман Шенель, который тогда проходил в Азербайджанской государственной консерватории стажировку, сообщил об этой песне в Мемориальный дом-музей Гаджибекова. Впервые песня была исполнена перед общественностью в Азербайджане 10 марта 1993 года во дворце Республики в Баку. Событие состоялось на юбилейном вечере, посвящённом 100-летию Ахмеда Джавада.

## Текст песни
| Текст (азерб.) |
| --- |
| Çırpınırdı Qara dəniz Baxıb Türkün bayrağına! Ah! deyərdin, heç ölməzdin Düşə bilsən ayağına! Dost elindən əsən yellər, Bana şeir, salam söylər! Olsun bizim bütün ellər Qurban Türkün bayrağına! Yol ver Türkün bayrağına! İncilər tök,gəl yoluna, Sırmalar səp sağ,soluna! Fırtınalar dursun yana, Salam Türkün bayrağına! «Həmidiyyə» o Türk qanı! Həç birinin bitməz şanı! «Kazbek» olsun ilk qurbanı! Heyran Türkün bayrağına! Dost elindən əsən yellər, Bana şer,salam söylər. Olsun turan bütün ellər Qurban Türkün bayrağına! Yol ver Türkün bayrağına!!! |